# Veliki potres v Hanšinu
Veliki potres v Hanšinu (阪神・淡路大震災, Hanšin Avadži daišinsai) ali potres v Kobeju se je zgodil 17. januarja 1995 ob 05:46:53 JST (16. januarja ob 20:46:53 UTC) v južnem delu prefekture  Hjogo na Japonskem, vključno z regijo, znano kot Hanšin. Imel je moč 6,9 po momentni magnitudni lestvici in imel največjo intenziteto 7 po lestvici seizmične jakosti JMA (Japonska meteorološka agencija) (XI. po modificirani Mercallijevi lestvici intenzivnosti). Potresni sunki so trajali približno 20 sekund. Žarišče potresa je bilo 17 km pod epicentrom, na severnem koncu otoka Avadži, 20 km stran od središča mesta Kobe.
Zaradi tega potresa je umrlo približno 6434 ljudi; približno 4600 jih je bilo iz Kobeja. Med večjimi mesti je bilo najbližje epicentru Kobe z 1,5 milijona prebivalcev, ki so ga najbolj prizadeli potresi. To je bil najsmrtonosnejši potres na Japonskem v 20. stoletju po velikem potresu v Kantoju leta 1923, ki je terjal več kot 105.000 življenj.

## Potres
Večino največjih potresov na Japonskem povzroči subdukcija Filipinske morske plošče ali pacifiške plošče, z mehanizmi, ki vključujejo bodisi energijo, ki se sprosti v plošči, ki se pogrezne, bodisi kopičenje in nenadno sprostitev napetosti v zgornji plošči. Potresi te vrste so še posebej pogosti v obalnih regijah severovzhodne Japonske.
Veliki potres Hanšin je pripadal tretji vrsti, imenovani »notranji plitvi potres«. Potresi te vrste se pojavljajo vzdolž aktivnih prelomov. Tudi pri nižjih magnitudah so lahko zelo uničujoči, saj se pogosto pojavljajo v bližini naseljenih območij in ker so njihovi hipocentri manj kot 20 km pod površjem. Veliki potres Hanšin se je začel severno od otoka Avadži, ki leži južno od Kobeja. Razširil se je proti jugozahodu vzdolž preloma Nodžima na Avadži in proti severovzhodu vzdolž prelomov Suma in Suvajama, ki potekata skozi središče Kobeja. Opazovanja deformacij v teh prelomih kažejo, da je bilo območje izpostavljeno stiskanju vzhod-zahod, kar je skladno s prej znanimi premiki skorje. Tako kot drugi potresi, zabeleženi na zahodu Japonske med letoma 1891 in 1948, je imel potres leta 1995 mehanizem udarnega zdrsa, ki je prilagodil skrajšanje Evrazijske plošče v smeri vzhod-zahod zaradi njenega trka s Filipinsko morsko ploščo v osrednjem Honšuju.
Potres z magnitudo 7,3 je prizadel ob 05:46 JST zjutraj 17. januarja 1995. Trajal je 20 sekund. V tem času se je južna stran preloma Nodžima premaknila za 1,5 metra v desno in 1,2 metra navzdol. Predpotresni sunki so bili štirje, začenši z največjim (Mj 3,7) prejšnji dan ob 18:28.

### Intenziteta
To je bilo prvič, da je bil potres na Japonskem uradno izmerjen s potresno intenzivnostjo (šindo v japonščini) najvišje stopnje 7 na lestvici Japonske meteorološke agencije (JMA). Po potresu je bilo opazovanje seizmične intenzivnosti na Japonskem v celoti mehanizirano (od aprila 1996) in JMA stopnji seizmične intenzivnosti 5 in 6 sta bili razdeljeni na 2 ravni (od oktobra 1996).
Preiskava na kraju samem, ki jo je izvedla JMA, je zaključila, da so bili tresljaji zaradi tega potresa s seizmično intenzivnostjo 7. stopnje na določenih območjih na severnem otoku Avadži (zdaj mesto Avadži) in v mestih Kobe, Ašija, Nišinomija in Takarazuka.
Tresenje je bilo ovrednoteno s seizmično intenzivnostjo stopenj 4 do 6 na opazovalnih točkah v regijah Kansai, Čugoku, Šikoku in Čubu:
| Intenzivnost (JMA) | Lega |
| ------------------ | --- |
| 6                  | mesti Sumoto (na otoku Avadži) in Kobe (obe v prefekturi Hjogo)                                                             |
| 5                  | mesta Tojooka (v prefekturi Hjogo), Hikone (v prefekturi Šiga) in Kjoto                                                     |
| 4                  | prefekture Hjogo, Šiga, Kjoto, Fukui, Gifu, Mie, Osaka, Nara, Vakajama, Totori, Okajama, Hirošima, Tokušima, Kagava in Kōči |

| Intenzivnost (JMA) | Prefektura | Lega | karta                                     |
| ------------------ | ---------- | --- | ----------------------------------------- |
| 7                  | Hjogo      | Kobe (Higašinada, Nada, Čuo, Hjogo, Nagata, Suma), Nišinomija, Ašija, Takarazuka, Cuna, Hokudan, Ičinomija | Območje seizmične intenzivnosti 7 (震度7) |
| 6                  | Osaka      | Osaka, Osaka (Nišijodogava), Tojonaka, Ikeda                                                               | Območje seizmične intenzivnosti 7 (震度7) |
| 6                  | Hjogo      | Kobe (Tarumi, Kita, Niši), Amagasaki, Akaši, Itami, Kavaniši, Avadži, Higašiura, Gošiki                    | Območje seizmične intenzivnosti 7 (震度7) |

### Škoda
Škoda je bila obsežna in huda. Strukture, ki jih je potres nepopravljivo poškodoval, so vključevale skoraj 400.000 stavb, številne dvignjene cestne in železniške mostove ter 120 od 150 pomolov v pristanišču Kobe. Potres je sprožil približno 300 požarov, ki so divjali po velikih delih mesta. Pogoste so bile motnje v oskrbi z vodo, elektriko in plinom. Prebivalci so se bali vrnitve domov zaradi popotresnih sunkov, ki so trajali več dni (74 jih je bilo dovolj močnih, da so jih čutili).
Večina smrti (več kot 4000) se je zgodila v mestih in predmestjih v prefekturi Hjogo. Skupno je osirotelo 68 otrok, mlajših od 18 let, 332 otrok pa je izgubilo enega od staršev.
Ena od petih stavb na najbolj prizadetih območjih je bila popolnoma uničena ali onemogočena za bivanje. Približno 22 % pisarn v osrednjem poslovnem okrožju Kobeja je postalo neuporabnih, več kot polovica hiš na tem območju pa je bila ocenjena kot neprimerna za bivanje. Čeprav so bile nekatere uničene, druge pa so utrpele veliko škodo, so bile visoke stavbe, zgrajene po gradbenem zakoniku iz leta 1981, prizadete v manjši meri. Tiste, ki niso bile izdelane v skladu s temi standardi, so utrpele resne strukturne poškodbe. Večina starejših tradicionalnih hiš je imela težke strehe iz ploščic, ki so tehtale približno dve toni, namenjene upiranju pogostim tajfunom, ki pestijo Kobe, vendar jih je podpiral le lahek lesen okvir. Ko so ti leseni nosilci popustili, je streha zdrobila neojačane stene in tla v palačinkasto zrušitev. Novejši domovi imajo ojačane stene in lažje strehe, da bi se temu izognili, vendar so bolj dovzetni za tajfune.
Škoda na avtocestah in podzemnih železnicah je bila najbolj nazorna podoba potresa, slike porušene dvignjene ceste na hitri cesti Hanšin pa so se pojavile na naslovnicah časopisov po vsem svetu. Večina ljudi na Japonskem je verjela, da so te strukture razmeroma varne pred potresno škodo zaradi zasnove betona, ojačenega z jeklom. Čeprav je bilo prvotno prepričanje, da je bila gradnja malomarna, se je pozneje izkazalo, da je bila večina porušenih struktur pravilno zgrajena v skladu z gradbenimi predpisi, ki so veljali v 1960-ih. Specifikacije jeklene armature v predpisih iz 1960-ih so bile že ugotovljene kot neustrezne in večkrat revidirane, zadnja revizija je bila leta 1981, ki se je izkazala za učinkovito, vendar je veljala samo za nove strukture.
Deset razponov dvignjene hitre ceste Kobe Route je bilo prevrnjenih na treh lokacijah v Kobeju in Nišinomiji, kar je blokiralo povezavo, po kateri je potekalo 40 % cestnega prometa Osaka-Kobe. Polovica dvignjenih stebrov hitre ceste je utrpela nekaj škode. Celotna trasa je bila ponovno odprta šele 30. septembra 1996. Trije mostovi na manj obremenjeni cesti 2 so bili poškodovani, vendar je bila avtocesta ponovno odprta precej pred cesto 3 in je nekaj časa služila kot ena glavnih medkrajevnih cestnih povezav. Hitra cesta Meišin je bila le rahlo poškodovana, vendar je bila čez dan zaprta do 17. februarja 1995, tako da so lahko vozila za nujne primere zlahka dostopala do najbolj prizadetih območij na zahodu. Šele 29. julija so na enem odseku za promet odprli vse štiri pasove. Številne površinske avtoceste so bile nekaj časa zamašene zaradi propada visoko zmogljivih avtocest.
Večina železnic v regiji je bila poškodovanih. Po potresu je delovalo le 30 % železniških tirov Osaka-Kobe. Postaja Daikai na progi hitre železnice Kobe se je zrušila, zaradi česar je bil uničen del državne ceste 28 nad njo. Leseni nosilci so se zrušili znotraj domnevno trdnih betonskih pilotov pod tiri železniške proge za visoke hitrosti Šinkansen, zaradi česar je bila celotna proga zaprta. Železnice so si po potresu hitro opomogle in v enem mesecu dosegle 80-odstotno operativnost. Mestna podzemna železnica Kobe je dan po potresu ponovno začela obratovati z omejeno storitvijo med postajama Seišin-Čuo in Itajado (skupaj z električno železnico Hokušin Kjuko med Tanigamijem in Šin-Kobejem). Storitev se je nadaljevala po celotni progi 16. februarja 1995, polna storitev pa se je nadaljevala mesec dni kasneje po zaključku popravil. Vlaki so z omejitvijo hitrosti vozili do 21. julija 1995.
Umetni otoki, kot sta sodobni otok Rokkō in zlasti otok Port v Kobeju, so utrpeli močno posedanje zaradi utekočinjanja. Sprva so verjeli, da je voda, ki je vdrla skozi površje in poplavila te otoke, prišla iz morja, v resnici pa se je dvignila iz utekočinjenih ostankov nekoč trdne prsti, uporabljene za gradnjo otokov. Novozgrajeni umetni otok, ki podpira mednarodno letališče Kansai, ni bil bistveno prizadet, ker je oddaljen od epicentra in ker je bil zgrajen po najnovejših standardih. Most Akaši-Kaikjo, ki so ga gradili blizu epicentra potresa, je bil nepoškodovan, vendar naj bi se zaradi vodoravnega premika vzdolž aktivirane tektonske prelomnice podaljšal za cel meter.

### Izrazje
Zunaj Japonske je potres splošno znan kot potres v Kobeju. Na Japonskem se katastrofa zaradi tega potresa uradno imenuje Velika potresna katastrofa Hanšin-Avadži (阪神・淡路大震災, Hanšin-Avadži Daišinsai), ki se pogosto skrajša na Velika potresna katastrofa Hanšin (阪神大震災, Hanšin Daišinsai). Hanšin se nanaša na regijo med Osako in Kobejem. V znanstveni literaturi se pogosto imenuje potres v južni prefekturi Hjogo leta 1995 (平成7年(1995年)兵庫県南部地震, Heisei 7 nen (1995 nen) Hjogo-ken Nanbu Džišin), ime, ki ga je leta izbrala japonska meteorološka agencija teden po glavnem šoku.

## Drugi vidiki
Potres je opustošil številne objekte tedaj šestega največjega kontejnerskega pristanišča na svetu in vir skoraj 40 % industrijske proizvodnje Kobeja.
Že sama velikost potresa je povzročila velik padec na japonskih delniških trgih, pri čemer je indeks Nikkei 225 dan po potresu padel za 1025 točk. Ta finančna škoda je bila neposredni vzrok za propad banke Barings zaradi dejanj Nicka Leesona, ki je špekuliral z ogromnimi vsotami denarja na japonskih in singapurskih derivatih. Razprave o japonskem »izgubljenem desetletju« se nagibajo k zgolj ekonomski analizi in zanemarjajo vpliv potresa na japonsko gospodarstvo, ki je takrat že trpelo zaradi recesije.
Kljub temu opustošenju v velikem proizvodnem središču si je lokalno gospodarstvo zelo hitro opomoglo. Čeprav je bila do te stopnje obnovljena manj kot polovica pristaniških zmogljivosti, si je v enem letu obseg uvoza skozi pristanišče popolnoma opomogel, obseg izvoza pa se je skoraj vrnil na raven, na kateri bi bil brez katastrofe. Manj kot 15 mesecev po potresu, marca 1996, je bila proizvodna dejavnost v širšem Kobeju na 98 % predvidene ravni pred potresom.

### Prostovoljstvo
Dejstvo, da so se prostovoljci iz vse Japonske zbrali v Kobeju, da bi pomagali žrtvam potresa, je bil pomemben dogodek v zgodovini prostovoljstva na Japonskem. Leto 1995 pogosto velja za prelomnico v nastanku prostovoljstva kot glavne oblike državljanskega udejstvovanja.
Decembra 1995 je vlada razglasila 17. januar za nacionalni »dan preprečevanja nesreč in prostovoljstva«, teden od 15. do 21. januarja pa za nacionalni »teden preprečevanja nesreč in prostovoljstva«, ki ga je treba obeležiti s predavanji, seminarji in drugimi dogodki, namenjenimi spodbujati prostovoljno pripravljenost na nesreče in prizadevanja za pomoč.

### Načrtovanje nesreč
Potres se je izkazal za veliko opozorilo za japonske oblasti za preprečevanje nesreč. Japonska je namestila gumijaste bloke pod mostove, da bi ublažili udarce, in obnovila stavbe bolj narazen, da bi preprečila kolateralno škodo. Nacionalna vlada je po potresu spremenila svojo politiko odzivanja na nesreče in njen odziv na potres Čūecu leta 2004 je bil bistveno hitrejši in učinkovitejši. Kopenske samoobrambne sile so dobile samodejno pooblastilo za odzivanje na potrese nad določeno magnitudo, kar jim je omogočilo, da so se v nekaj minutah napotili v regijo Nigata. Nadzor nad odzivom na požar je bil prav tako predan lokalnim gasilskim enotam na osrednjo poveljniško bazo v Tokiu in Kjotu.
Kot odziv na obsežno škodo na prometni infrastrukturi in posledični učinek na odzivne čase v nujnih primerih na območju nesreče je Ministrstvo za zemljo, infrastrukturo in promet začelo določati posebne poti za preprečevanje nesreč ter krepiti ceste in okoliške stavbe, da bi jih ohranili kot nepoškodovana v primeru ponovnega potresa. Vlada prefekture Hjogo je v naslednjih letih vložila milijone jenov v gradnjo protipotresnih zaklonišč in zalog v javnih parkih.

### Spominska obeležja
Kobe Luminarie je dogodek, ki poteka približno dva tedna vsakega decembra. Ulica, ki vodi od trgovine Daimaru v Motomačiju do parka Higaši Juenči (zraven mestne hiše Kobe), je okrašena z loki raznobarvnih luči, ki jih je podarila italijanska vlada. Med spominskimi dogodki ob obletnici potresa so vsako leto v zgodnjih urah 17. januarja v parku osvetljene velike številke 1,17.

## Odziv
Približno 1,2 milijona prostovoljcev je bilo v prvih treh mesecih po potresu vključenih v pomoč. Trgovci na drobno, kot sta Daiei in 7-Eleven, so uporabili svoja obstoječa oskrbovalna omrežja za zagotavljanje potrebščin na prizadetih območjih, medtem ko sta NTT in Motorola nudila brezplačne telefonske storitve za žrtve. 
Sindikat organiziranega kriminala Jamaguči-gumi jakuza je bil dejavno vključen v prizadevanja za pomoč že od samega začetka, tako da je razdelil znatne količine hrane in zalog potrebnim žrtvam. Pomoč, ki jo je zagotovil Jamaguči-gumi, je bila še posebej ključna takoj po potresu, ker japonska vlada na začetku ni organizirala učinkovite pomoči na območju.
Lokalne bolnišnice so s težavo sledile povpraševanju po zdravljenju, predvsem zaradi porušenih ali oviranih »rešilnih linij« (cest), ki so zalogam in osebju onemogočale dostop do prizadetih območij. Ljudje so bili zaradi gneče in prostorske stiske prisiljeni čakati na hodnikih. Nekatere ljudi so morali operirati v čakalnicah in na hodnikih.
Da bi pospešila prizadevanja za obnovo, je vlada zaprla večino omrežja hitre ceste Hanšin za zasebna vozila od 6:00 do 20:00 vsak dan in omejila promet na avtobuse, taksije in druga določena vozila.  Da bi sistem lahke železnice deloval, čeprav je imel zelo poškodovane odseke, so bili naročeni avtobusi za prevoz obiskovalcev do postaj okrog poškodovanih odsekov.